# Kathleen Bonath
Kathleen Bonath (*  3. August 1965) ist eine ehemalige deutsche Volleyballspielerin.

## Volleyball-Karriere
Kathleen Bonath spielte in den 1980er Jahren vielfach für die Nationalmannschaft der DDR, mit der sie 1985 Vize-Europameisterin, 1986 WM-Vierte und 1987 Europameisterin wurde. Bonath war auch für den SC Dynamo Berlin aktiv, mit dem sie mehrfach DDR-Meisterin und FDGB-Pokalsiegerin wurde. Außerdem gewann sie 1985 mit Dynamo Berlin den Europapokal der Pokalsieger.

## Privates
Kathleen Bonath ist heute Sportpädagogin in Berlin.
| Personendaten    | Personendaten                |
| ---------------- | ---------------------------- |
| NAME             | Bonath, Kathleen             |
| KURZBESCHREIBUNG | deutsche Volleyballspielerin |
| GEBURTSDATUM     | 3. August 1965               |